# Акші (Кизилтауський сільський округ)
Акші́ (каз. Ақши) — село у складі Баянаульського району Павлодарської області Казахстану. Входить до складу Кизилтауського сільського округу.
Населення — 117 осіб (2021; 180 у 2009, 173 у 1999, 251 у 1989).
Національний склад станом на 1989 рік:
- казахи — 100 %

У радянські часи село називалось також Акший.